# 佐藤幸吉
佐藤 幸吉（さとう こうきち、1891年（明治24年）12月12日 - 1978年（昭和53年）4月3日）は、日本の実業家。佐藤製薬創業者。孫は藤田雄山（広島県知事）の妻。

## 人物
静岡県・清左衛門の四男。1910年、東京薬学校卒業。1915年、 東京市本郷区千駄木町（現在の東京都文京区弥生町一丁目）で佐藤製薬所を創業。1920年、分家した。1930年、社長に就任する。
1978年4月3日、老衰のため東京都神田神保町の神保院で死去、86歳。
趣味は旅行。宗教は真言宗。住所は東京市品川区大井関ヶ原町。

## 家族・親族
佐藤家
- 父・清左衛門[2]
- 妻・やゑ（静岡、川井安次郎の二女）[2]
- 男・進[2]